# Kleine topper
De kleine topper (Aythya affinis) is een kleine Amerikaanse duikeend uit de familie Anatidae.

## Uiterlijk
De kleine topper is bijna even groot als de kuifeend. De vleugels zijn geheel wit en het mannetje is te onderscheiden van het vrouwtje van de topper door de meer paarse dan groene glans op zijn kop. Hij is ook te onderscheiden door het formaat, kopprofiel en vleugelstreep.

## Verspreiding
De kleine topper is een Amerikaanse eend die broedt in Alaska, Canada en het noorden van de Verenigde Staten. De vogel overwintert langs de kusten van de Verenigde Staten tot Panama en in de Caraïben.
In Europa is de kleine topper een dwaalgast, die voor het eerst in 1986 in Frankrijk is waargenomen. In Nederland is de vogel voor het eerst in 1994 gezien en sindsdien is het totaal aantal aanvaarde waarnemingen gestegen tot 26.

## Status
De grootte van de populatie is in 2018 geschat op 3,7 miljoen volwassen vogels. Op de Rode lijst van de IUCN heeft deze soort de status niet bedreigd.